# ヴォロネジ
ヴォロネジ（ボロネジ、ヴォロネシ、ヴォローネシなどとも；ロシア語: Воро́неж  発音）は、ロシア南西部にあるヴォロネジ州の州都でヴォロネジ川（ドン川支流）の河港市である。街は中央ロシア高地の東、ヴォロネジ川の両岸に広がり、ヴォロネジ川は12キロメートル下流でドン川に合流している。モスクワの南465kmに位置している。
人口は約105万人（2021年）で、ロシアで20位以内に入る大都市。1926年は約12万人、1939年は約34万人、1959年は約44万人、1970年は約66万人、1989年ソ連国勢調査では約88万人と長期的には増加傾向にある。

## 概要
1586年に創建された。コミンテルン区、左岸区、ソビエト区、レーニン区、鉄道区、中央区の6区に分けられる。
掘削機やプレス機械、合成ゴムなどの工業の他、ソフトウェア産業なども盛ん。州立ヴォロネジ大学の他、大学が多くある。
第二次世界大戦では1942年7月にドイツ軍のブラウ作戦によってソ連軍との激戦地となり、市街は壊滅状態となったが戦後復興した。

## 歴史

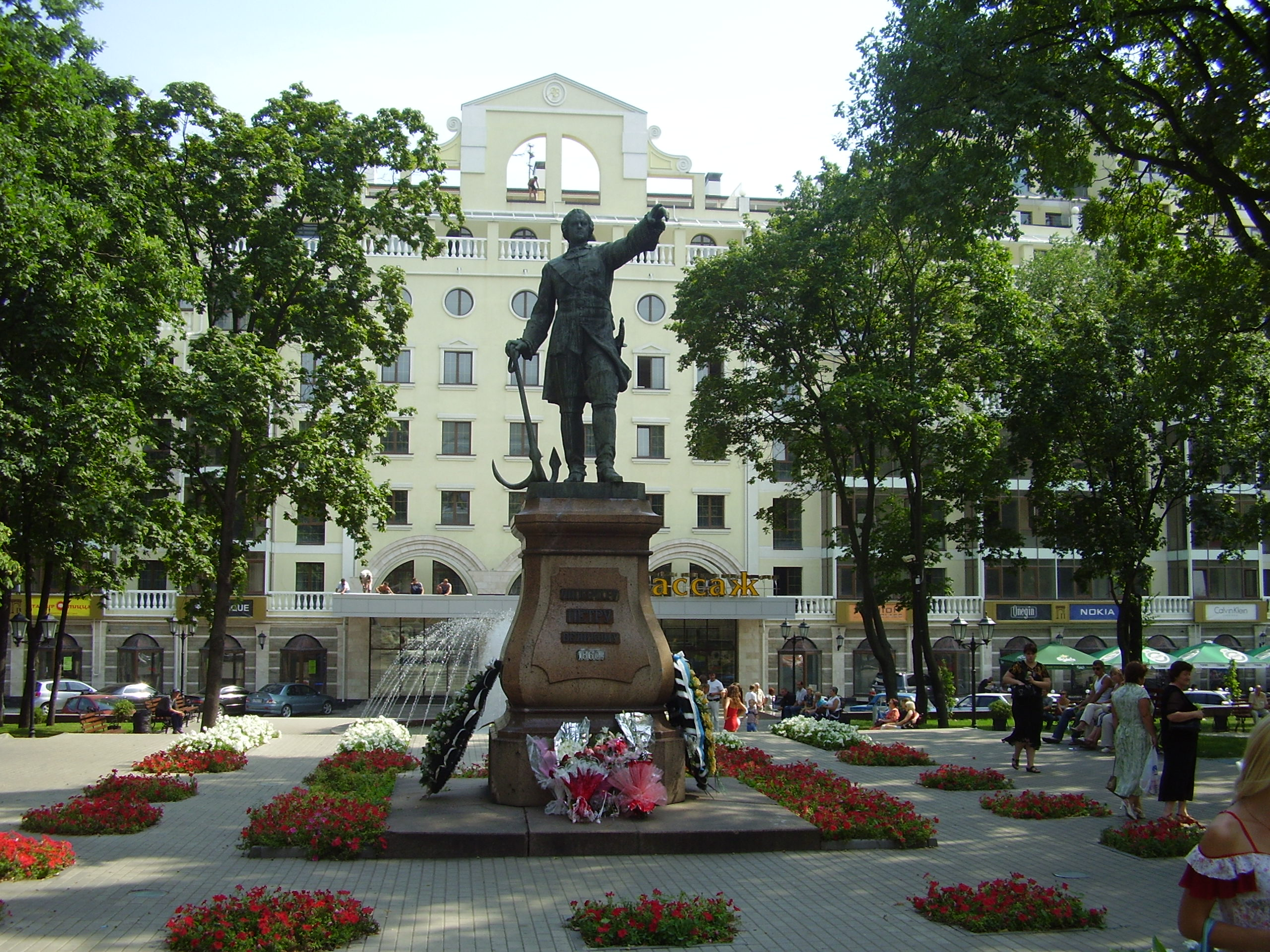
ヴォロネジ市内の広場とピョートル1世の像

キエフ・ルーシの歴史を記した原初年代記のイパチー写本の1177年の条に、ヴォロネジ川への言及がはじめて見られる。
現在のヴォロネジの町は1585年あるいは1586年に、ムラフスキー道（Muravsky Trail）を通って北上してくるクリミア・ハン国やノガイ・オルダの軍からロシア・ツァーリ国を防衛するためフョードル1世の命令でヴォロネジ側右岸の高台に作られた木造の要塞（クレムリ）をもとにしている。ヴォロネジ川の対岸には低地が広がり、丘の上の要塞は守りやすいうえに左岸に現われる敵軍を攻めやすい位置にあった。

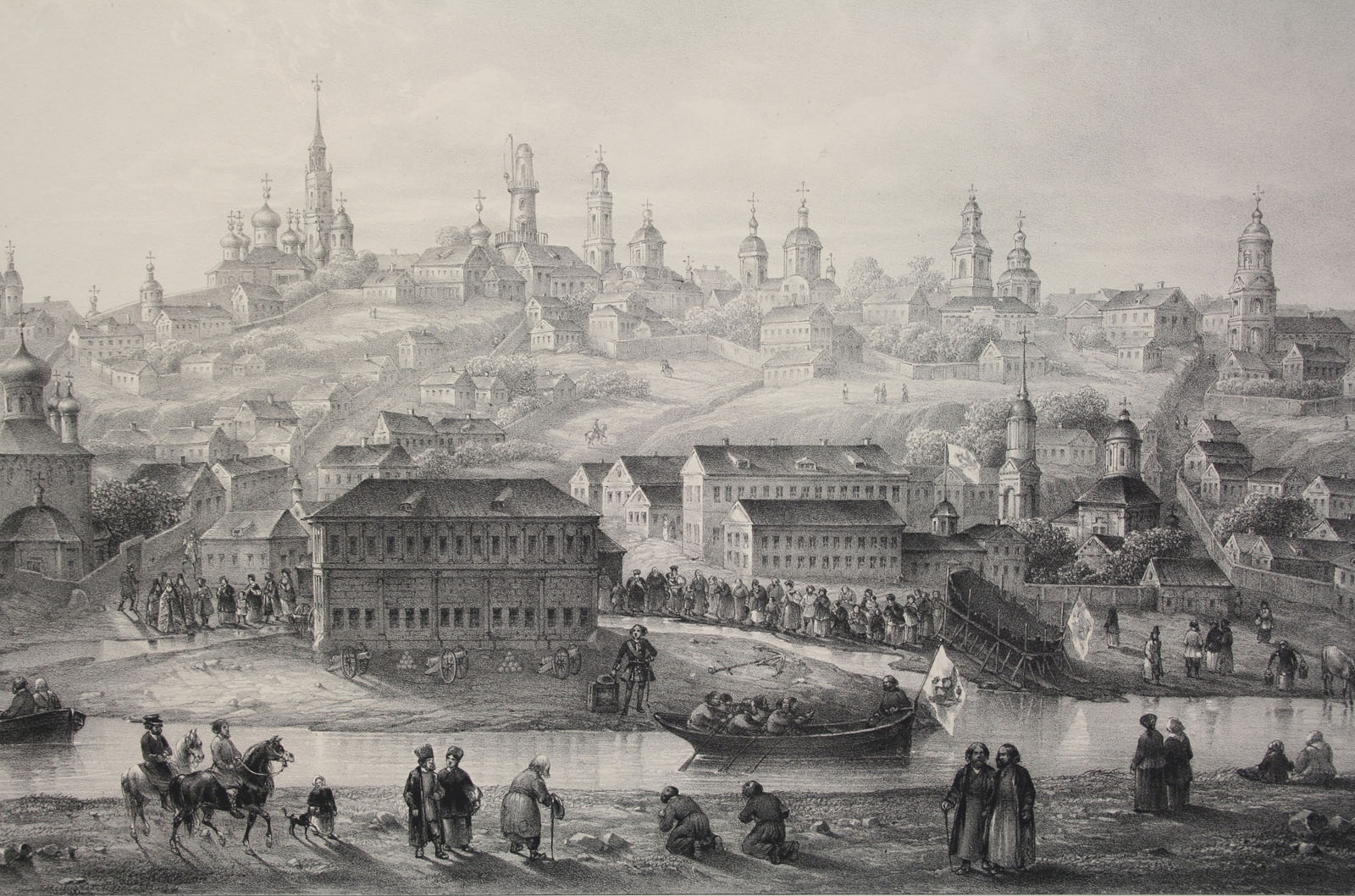
18世紀のヴォロネジ

17世紀、ヴォロネジは次第に大きな町へと成長していった。とりわけ17世紀末にピョートル1世の命令でヴォロネジ造船所が建てられるとヴォロネジの発展は加速した。この造船所で作られた艦船がロシア初の艦隊であるアゾフ小艦隊を構成し、1695年から1696年にかけてのオスマン帝国との戦争（アゾフ戦役）においてドン川河口のアゾフ占領に貢献した。ロシア自前の技術によりヴォロネジ造船所で建造された艦船の中には、ロシア初の純国産戦列艦であるゴート・プレデスチナーツィヤ（Гото Предестинация、1700年進水）がある。
ヴォロネジ海軍波止場の存在もあり、ヴォロネジは短期間ではあるがロシア南部最大の都市となり、肥沃な黒土地帯の経済の中心地になった。しかし1705年には造船所や基地が南のタヴロフ（Tavrov）へ移り、ヴォロネジの艦隊基地としての歴史は終わる。1711年にはアゾフ県の中心地となり、1725年にヴォロネジ県が新たに置かれた。1779年から1824年の間は総督管区（наместничество ナメスニーチェストヴォ）が置かれている。
19世紀のヴォロネジは中央黒土地帯の政治や経済の中心地であった。製粉、油脂製造、バター製造、石鹸製造、皮革製造などといった製造業が立地し、パン、家畜、牛脂（suet）などの取引も盛んになった。ヴォロネジとロストフ・ナ・ドヌを結ぶ鉄道は1868年に開通し、モスクワとの鉄道は1871年に開通した。
第二次世界大戦では、ヴォロネジは赤軍と枢軸国軍の激しい戦いの舞台となっている。ドイツ軍はヴォロネジをスターリングラード攻略の拠点として、またドン川の渡河地点として重視した。1942年から1943年にかけてのヴォロネジ・ヴォロシロフグラード作戦ではヴォロネジは212日に渡りドイツ国防軍に占領され大きな損害を受けた。35万人の市民のうち3万人ほどがこの時期に殺されたりドイツでの強制労働に連行されている。
1991年のソビエト連邦の崩壊後も2000年代に入るまで、失業率の高かったヴォロネジでは共産党への支持が強く、「レッド・ベルト」と呼ばれる共産党の強い地域の一部になっていた。
2023年6月9日、ヴォロネジの集合住宅に小型ドローンが突入、3人が負傷する事件が発生した。ロシア当局はウクライナに加担する者によるテロ行為との見解を示し、ヴォロネジ州知事は非常事態を宣言した。
2023年6月24日、英BBC放送は、ヴォロネジの全ての軍事施設は民間軍事会社ワグネルに占拠された、と報道した（ワグネルの反乱）。またロシア正規軍とワグネルの武力衝突があった、と米紙ニューヨーク・タイムズでは報道した。
ヴォロネジ州知事グセフ知事は同日、ロシア軍が州内で対テロ作戦を実施していると明らかにした。

### 出身者
ヴォロネジは多くの学者や芸術家が生まれたり学んだりした場所である。ノーベル賞学者ニコライ・バソフやパーヴェル・チェレンコフはヴォロネジで学んだ。
小説家アンドレイ・プラトーノフ、小説家イヴァン・ブーニン、詩人アレクセイ・コルツォフ、詩人イヴァン・ニキチン、文学者サムイル・マルシャーク、画家イワン・クラムスコイなどゆかりの人物は多い。
詩人オシップ・マンデリシュタームはスターリン時代にヴォロネジへ流刑され、その間の作品を「Voronezh Notebooks」の題でまとめている。

## 産業

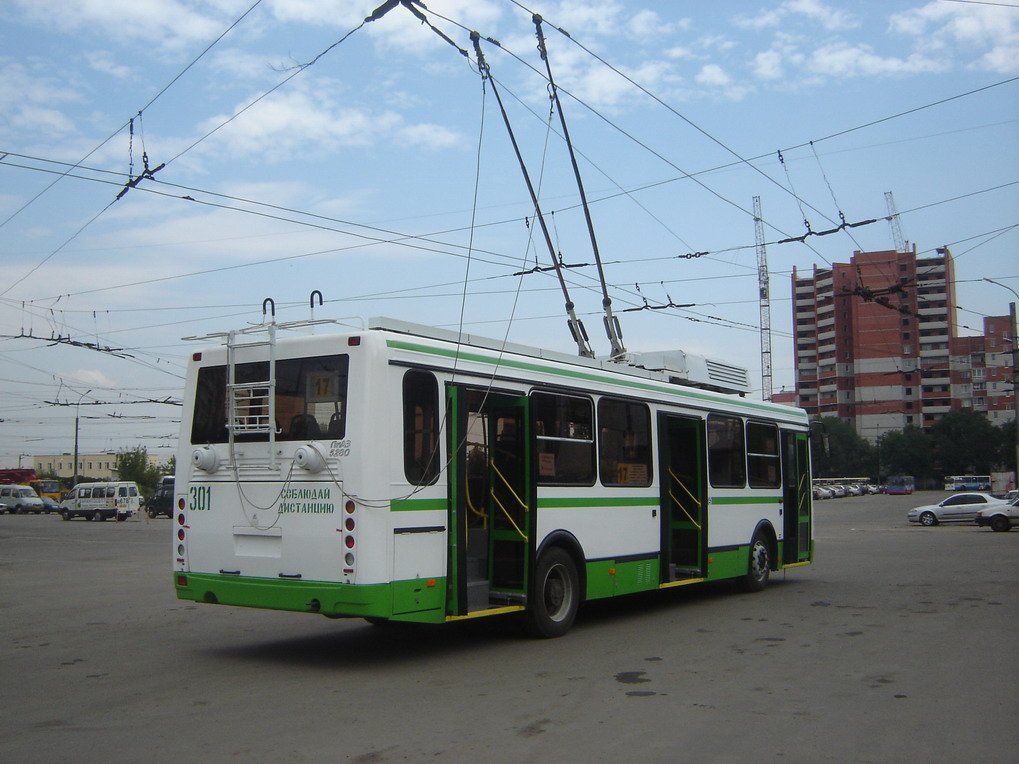
ヴォロネジ市内をトロリーバスが走る

ヴォロネジから南へ50キロ以上離れたドン川沿いのノヴォヴォロネジ（新ヴォロネジ）の町には、ノヴォヴォロネジ原子力発電所が立地している。1964年から商用発電を開始しており、さらにノヴォヴォロネジ第二原子力発電所の建設が進んでいる。
ヴォロネジ航空機製造合同（VASO, Voronezhskoye Aktsionernoye Samoletostroitelnoe Obshestvo）は多種の軍用機や民間機やエンジンなどを製造してきた。イリューシンの旅客機Il-86やIl-96の生産工場であるほか、超音速機Tu-144が製造された工場でもあり現在も試験用の機体を運用している。
機械工業や航空機工業の進展で大量の水が必要となり、1972年にはヴォロネジ貯水湖が誕生している。
ヴォロネジの周辺はロシア有数の穀倉地帯で、ヴォロネジではこれを生かした食品産業なども盛ん。

## 文化
18世紀以来のバロック建築や新古典主義建築の建物がヴォロネジには残る。独ソ戦で多くが破壊されたが、戦後になり総督宮殿や聖堂なども再建された。
ヴォロネジは7つの劇場やヴォロネジ大学などが立地する、黒土地帯の経済・産業・文化・科学の中心として重要な存在である。ヴォロネジは学生が多く、とりわけロシアに留学した外国人学生の語学研修の場ともなっている。一方で2005年から2006年にかけて外国人学生への襲撃事件も相次いで問題となった。
パーヴェル・チェレンコフらが学んだヴォロネジ大学は、エストニアがロシア革命後に独立を宣言しドイツ軍に占領された1918年に、名門タルトゥ大学の教授や学生の一部がボリシェヴィキ政府によりこの地に移されて開学した。その他、ヴォロネジ農業建築大学、ヴォロネジ森林大学、ヴォロネジ工科大学ほか多数の大学・大学分校・研究機関が集積している。
小惑星(4519) Voronezhはヴォロネジにちなんで命名された。

## 交通

### 鉄道
ロシア鉄道の支社でヨーロッパ・ロシアとウラル地方・シベリア・カフカース・ウクライナを結ぶ南東鉄道の統括部が置かれている。市の中心駅はヴォロネジI駅であるが、モスクワ - ロストフ間を直通する列車はプリダチャ駅に発着する。

### 道路
モスクワとロストフ・ナ・ドヌを結ぶM4幹線道路（ドン・ハイウェイ）の重要な中継地でもある。

### 空港
ヴォロネジ国際空港

## 姉妹都市
- ブルノ、チェコ共和国（1968年 - ）
- ヴェーザーマルシュ、ドイツ（1989年 - ）
- シャーロット、アメリカ合衆国（1991年 - 2022年）
- 重慶市、中華人民共和国（1992年 - ）
- スリヴェン、ブルガリア（1995年 - ）
- レオン、スペイン（1996年 - ）